# Suzie Carina
Suzana Scepkova (Brno, República Checa; 28 de noviembre de 1983), más conocida como Suzie Carina, es una actriz pornográfica y modelo erótica checa.

## Biografía
Suzie Carina, nombre artístico de Zuzana Scepkova, nació en la ciudad de Brno, capital de la región checa de Moravia Meridional, en noviembre de 1983. Al cumplir los dieciocho años abandonó la República Checa para trasladarse hasta Budapest (Hungría), donde comenzó su carrera como modelo erótica. Fue en esta ciudad, en la que se desarrolla la mayoría de la industria pornográfica europea, donde debutó como actriz pornográfica en 2002, a los 19 años de edad.
Ha trabajado para diversas productoras internacionales, tanto europeas como americanas, entre otras para Private, Marc Dorcel, Swank, Evil Angel, 21Sextury, Wicked, New Sensations, SexArt, Digital Sin, Penthouse, Elegant Angel o Jules Jordan Video.
En 2013 recibió sus tres primeras nominaciones en el circuito internacional de premios de la industria. Destacó por conseguir la nominación en los Premios XBIZ a la Artista femenina extranjera del año. Pero también por su trabajo en la película Inglorious Bitches, que le granjeó dos nominaciones: en los Premios AVN a la Mejor escena de sexo en producción extranjera; y en los XBIZ a Mejor escena de sexo en película parodia.
Ha grabado más de 400 películas.
Alguno de sus trabajos son All By Myself, Anal Driller 6, Casino - No Limit, Dream Cum Two, Female Liaisons, How We Feel, Just Girls, Orgasm, Ritual, Story of Laly o Teen Sensations.

## Premios y nominaciones
| Año  | Ceremonia    | Resultado | Premio                                        | Trabajo            |
| ---- | ------------ | --------- | --------------------------------------------- | ------------------ |
| 2013 | Premios AVN  | Nominada  | Mejor escena de sexo en producción extranjera | Inglorious Bitches |
| 2013 | Premios XBIZ | Nominada  | Artista femenina extranjera del año           | —                  |
| 2013 | Premios XBIZ | Nominada  | Mejor escena de sexo en película parodia      | Inglorious Bitches |